# Процесс-ориентированная психология
Процессуально-ориентированная психология, также называемая процессуальной работой, это междисциплинарный целостный подход к пониманию человеческого поведения, опирающийся на идеи юнгианской психологии, физики и теории информации. Этот подход был создан юнгианским аналитиком Арнольдом Минделлом в 1970х годах. Минделл значительно расширил понятие «бессознательное», включив в него сны, грезы наяву, непреднамеренные вербальные и невербальные сигналы, а также убеждения, восприятия и идеи, с которыми человек не отождествляет себя.
В 1980-х Минделл привнес концептуальную основу, которую он использовал в работе с семьями, парами и отдельными лицами в работу с организациями, сообществами и другими большими группами людей.

## История
Процессуально-ориентированная психология была создана в 1970-х годах Арнольдом Минделлом, американским юнгианским аналитиком, жившим в то время в Швейцарии. Работая с умирающими пациентами, он обнаружил, что физические симптомы, если их усилить и раскрыть, отражают образы из сновидений. Тело и взятый из сна образ — это два канала одного и того же глубинного процесса, который пытается обратить на себя наше внимание. Минделл ввел понятие «тела сновидения», которое расширило анализ сновидений, включив в него работу с телесными симптомами и телесными переживаниями.
В дальнейшем развивая процессуальный подход Минделл разработал теорию и метод работы с измененными состояниями сознания, включая предсмертные состояния и кому, а так же с экстремальными (психотическими) состояниями сознания.
Так же процессуальная психология работает с разрешением конфликтов и вопросами лидерства в группах и организациях.. Предложенные Минделлом концепции «глубинной демократии» и «мировой работы» являются важными инструментами для трансформационных изменений, которые поддерживают коллективное управление.

## Связь процессуальной работы с другими подходами
Юнгианский аналитик Джун Сингер отметила, что работа Минделла «расширяет рамки психологии Юнга, включая не только психику, но и тело, отношения и окружающую среду в целом».
Фанни Брюстер в своем исследовании, посвященном юнгианской психологии и афроамериканцам утверждает, что «подход Минделла к работе со сновидениями, делающий упор на исцеление тела совпадает с африканскими системам целительства, включающими в процесс тело и разум».
Станислав Гроф называет Арнольда Минделла одним из «пионеров трансперсональной психологии».
Процессуальная работа признана как один из подходов телесной психотерапии и соматической психологии с упором на движение и ощущение тела. Минделл был одним из пяти человек, удостоенных в 2012 году награды Pioneer Award от Ассоциации телесной психотерапии США.
Подход Минделла делает акцент на внимании к неизвестным аспектам опыта, что сближает его с «фокусингом» Юджина Джендлина
«Процессуальная работа… стремится встретиться с неизвестной и иррациональной стороной жизни… оценивает симптомы и нарушения любого рода не как патологии, которые нужно исцелить, преодолеть или каким-то образом избавиться, а как выражение того, что нам нужно для нашего дальнейшего роста, счастья или просветления».
Процессуальный подход считается примером современной западной адаптации шаманизма. Процессуально-ориентированная психология так же связана с альтернативными духовными учениями. Книга Минделла «Тело сновидения», опубликованная в 1982 году, приобрела «мировое признание в области холистического целительства», хотя и оставалась малоизвестной в «традиционных психологических кругах».

## Ключевые понятия

### Процесс
Центральным понятием процессуально ориентированной психологии является процесс, который Минделл определяет как «поток сигналов в каналах в течение коротких промежутков времени, и меняющиеся переживания самоотождествлений в течение всей жизни».
Процесс можно наблюдать и отслеживать с помощью непреднамеренных сигналов (например, невербального общения, телесных симптомов, снов, несчастных случаев, конфликтов).
Важное концептуальное различие для процессно-ориентированной психологии проводится между «первичными» (преднамеренными) и «вторичными» (непреднамеренными) аспектами данного поведения или опыта. "Люди в любой данный момент переживают «первичный процесс» — аспекты нашего опыта, с которыми мы отождествляемся, — и «вторичный процесс» — аспекты, с которыми нам трудно отождествиться и которые настойчиво пытаются проникнуть в наше сознание.

### Край и краевые убеждения
Краем Минделл называет границу между первичным и вторичным процессами, «граница между нашим известным миром и непознанным». Края определяют границы нашей самотождественности, «предел того, что мы, по нашему мнению, можем делать». «По одну сторону границы находится наш обычный способ отождествления, а по другую сторону — все нуминозные, таинственные, и непознанные аспекты наших переживаний и потенциальных возможностей» [Минделл А. Квантовый ум — М. Беловодье, 2011]
«Если клиент остается на краю, то терапевт может больше узнать о том, что удерживает клиента от пересечения края». Как правило, этим удерживающим убеждением является некая сформированная в результате жизненного опыта установка — например, интроецированные вербальные или невербальные родительские послания или решение, сознательно или бессознательно принятое в результате воздействия травмирующего события. Эти установки (убеждения) формируют край как «опыт неспособности что-либо делать, ограничений или препятствий в осуществлении чего-либо, в мышлении, или в общении».
Минделл классифицирует края на личные (границы личной самотождественности) и культуральные (общепринятые границы, предписанные «нормальным» позициям и поведению в данной культуре). Работа с психологическим миром клиента невозможна без знания культуры системы, в которой он живёт.
Так же края подразделяются на сильные и слабые. Слабый край — это край, который человек пересекает без большого труда, просто находя его неприятным, смущающим, или слегка пугающим. Интеграция нового опыта из бессознательного в этом случае не предполагает большого психического напряжения и подъёма большого количества сопротивления первичного процесса. В отличие от этого, работа с сильным краем — это, как правило, работа с глубоко укоренившимися ядерными убеждениями, стоящими за хроническими симптомами, повторяющимися детскими сновидениями, уходом в зависимости и изменённые или экстремальные состояния сознания. Сильный край предполагает защиту самотождественности на уровне ощущения жизни и смерти, полное отрицание каких-либо аспектов собственной психики за пределами этого края. Сильный край — это разновидность отсутствия восприятия чего бы то ни было по другую сторону края. Оно побуждает нас к самым диким и эксцентричным реакциям, которые только можно вообразить.

### Тело сновидения
В своей первой книге Минделл определяет тело сновидения как «высокоэнергичное намерение поля, паттернированый опыт без определенной пространственной или временной размерности» (highly energetic field intensity, that is a patterned experience without definit spatial or temporal dimentions).
«На практике конкретная природа тела сновидения проявляется в зависимости от конкретных условий. Например, для спящего оно проявляет себя в образах сна… танцор переживает тело сновидения как творческий импульс, стоящий за движением, медитатор — как внутреннюю структуру тонкого тела со специфическими центрами… больной — как симптомы заболевания, а умирающий — как внетелесный опыт. Практическая работа с телом сновидения зависит от того, каким образом оно проявляется.»
«Сновидящее тело — это термин для обозначения совокупной, многоканальной личности. Часть вас, которая пытается расти и развиваться в этой жизни».
Если мы работаем в процессуальном подходе с какой-то конкретной проблемой, то должны быть готовы, что она может проявиться сразу несколькими из перечисленных способов. И с каким бы из этих проявлений мы ни работали, мы выйдем на общую тему, отражающую наиболее актуальный, близкий к осознанию материал из нашего бессознательного. Если, например, бессознательный материал проявляется через телесные симптомы, то «сновидящее тело обычно переживается как помеха реальному телу, и первоначально осознается в форме симптомов».

### Уровни сознания
В процессуально-ориентированном подходе Арнольд Минделл вводит понятие трёх уровней реальности: консенсусный уровень, сновидческий уровень и сущностный уровень, а также рассматривает взаимосвязь между ними.
Консенсусный уровень — (в русском переводе также употребляется как общепринятая, или обусловленная реальность) — это реальность, в отношении которой в данной культуре существует молчаливое согласие, это общепринятое представление о том, что «реально»; то, что можно «объективно» наблюдать в терминах пространства, времени, материи и энергии
Сновидческий уровень (который Минделл иногда называет «Страной сновидений») представляет собой содержание личного и коллективного бессознательного и проявляет себя через «сновидящее тело». Субъективные переживания феноменов консенсусного уровня и стоящие за ними энергии, их глубинный личностный смысл — имеют отношение к сновидческому уровню.
Сущностный уровень (который Минделл иногда называет «Сновидение») — это тенденция, предшествующая всем мыслям и ощущениям, которые можно четко выразить.
«Я буду использовать слово Сновидение с заглавной буквы „С“, имея в виду использование наших чувственных способностей для распознания возникновения опыта еще до того, как он сформируется… „Сновидение“ проявляется в повседневной жизни сперва в виде мимолетных несловесных ощущений, настроений и наитий. Позднее оно проявляется в виде устойчивых сигналов, идей и восприятий, а также снов и видений, которые можно выразить с помощью повседневного языка».

### Мировая работа и глубинная демократия
Мировая работа — это приложение процессуальной психологии в областях, связанных с социальными и групповыми проблемами, конфликтами и лидерством
Мировая работа направлена на осознание более широкой картины и сострадание ко всем сторонам конфликта. Процессуально-ориентированный подход предлагает позитивную модель конфликта — в нем конфликт рассматривается как возможность для роста; Минделл предполагает, что более эффективное решение личных конфликтов может привести к глобальным изменениям. Модель разрешения конфликта включает в себя определение сторон конфликта как ролей и экспериментирование конфликтующих сторон с выражением всех ролей, сменой ролей и так далее, до тех пор, пока не будет достигнуто большее взаимопонимание. Конфликт рассматривается, как признак того, что по крайней мере одна точка зрения или опыт в группе не представлены должным образом, и процессная работа направлена на то, чтобы привести этих «призраков» к осознанию и диалогу.
Эта работа базируется на идее глубинной демократии — «веры в неотъемлемую важность всех частей нас самих и всех точек зрения на окружающий мир». Она направлена на то, чтобы расширить представление о демократии, включив в него не только когнитивные, рациональные точки зрения, но также эмоциональные переживания и интуицию: «Глубинная демократия приветствует внутренние голоса и использует разнообразие и существующие противоречия для доступа к субъективному опыту, более глубокому видению и ощутимым результатам»
«Глубинная демократия — это вневременное чувство общего сострадания ко всем живым существам. Это чувство ценности и важности целого, включая, в особенности, нашу личную реальность. Глубиннодемократичные люди ценят каждый орган своего тела, а также свои внутренние чувства, потребности, желания, мысли и мечты.»
«Глубинная демократия была разработана как средство подхода к отношениям между индивидуальными, организационными и социальными трансформационными изменениями, которые поддерживают коллективное управление. Структура мировой работы Эми и Арнольда Минделла опирается на концепции относительности из физики… Центральной концепцией является рассмотрение субъективного внутреннего и наблюдаемого внешнего опыта как двух сторон одной медали.»
Мировая работа описана в таких книгах Минделла как «Сидя в огне» и «Лидер как мастер единоборства».

## Организации
Процессуально-ориентированная психология, представлена профессиональной организацией под названием Международная Ассоциация Процессуально-Ориентированной Психологии (IAPOP). Ассоциация выступает в качестве контролирующего органа по обучению, аккредитации и сертификации процессуально-ориентированных психологов во всем мире. Она признает более 25 учебных центров по всему миру, включая Великобританию, Австралию и Новую Зеландию, Польшу, Швейцарию, Словакию, Ирландию, Японию, Индию, Грецию, Израиль, Палестину, Россию, Украину и США. Первая обучающая организация была основана в Цюрихе в 1982 году и теперь известна как Институт Процессуальной Работы (Institut für Prozessarbeit IPA), аккредитованный учебный институт психотерапии в Швейцарии. Обучающая программа Исследовательского Общества Процессуально-Ориентированной Психологии в Великобритании (RSPOPUK) аккредитована Советом по Психотерапии Соединенного Королевства в рамках секции гуманистической и интегративной психотерапии. В США первый учебный центр был создан в 1989 году в Портленде, штат Орегон, теперь известный как Институт Процессуальной Работы (Process Work Institute). Та же в 2006 году был основан Институт Глубинной Демократии (Deep Democracy Institute), а в 2018 — Немецкий Институт Процессуальной Работы (Institut für Prozessarbeit Deutschland). В России обучение процесс-ориентированной психологии проводят несколько организаций, в том числе создан Международный Институт процесс-ориентированной психологии и психотравматологии (МИПОПП).